# Буревісник-крихітка тристанський
Буревісник-крихітка тристанський (Puffinus elegans) — морський птах з родини буревісникових (Procellariidae).

## Поширення
Гніздиться на островах Тристан-да-Кунья, островах південної частини Індійського океану та Субантарктичних островах Нової Зеландії (в тому числі острови Антиподів та острови Чатем).